# Palaia Fokaia
Palaia Fokaia  este un oraș în Grecia în prefectura Attica.